# Junkerpartiet
Junkerpartiet, junkrarna, var en gruppering i svensk politik under 1850-talet som dock aldrig utgjorde ett egentligt parti. "Junkrarna" var konservativa adelsmän som i opposition mot August von Hartmansdorff önskade bibehålla adelns privilegier. I övrigt företrädde junkrarna en konservativ politik, till exempel i representationsfrågan, men med visst undantag för tullpolitiken där de var mer frihandelsinriktade. Kronprins Karl, sedermera Karl XV, hämtade sina närmsta rådgivare ur junkerpartiet. 
Ledare för junkerpartiet var först Otto Palmstierna, snart ersatt av Henning Hamilton. Bland övriga bemärkta anhängare märks Gustaf Lagerbjelke, Gillis Bildt och Erik Josias Sparre.